# 230975 Rogerfederer
230975 Rogerfederer è un asteroide della fascia principale. Scoperto nel 2005, presenta un'orbita caratterizzata da un semiasse maggiore pari a 2,7497824 au e da un'eccentricità di 0,0511337, inclinata di 10,00946° rispetto all'eclittica.
L'asteoroide è dedicato al tennista svizzero Roger Federer.